# 狼牙山五壮士

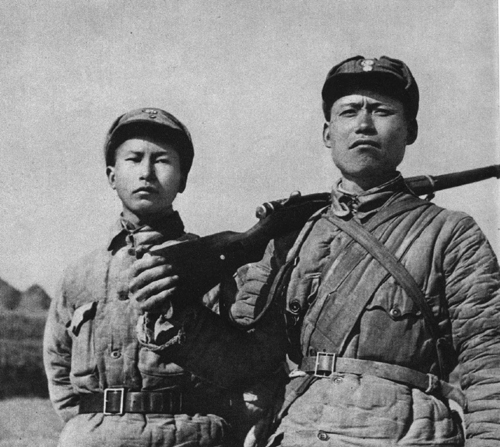
狼牙山五壮士幸存者宋学义（左）与葛振林

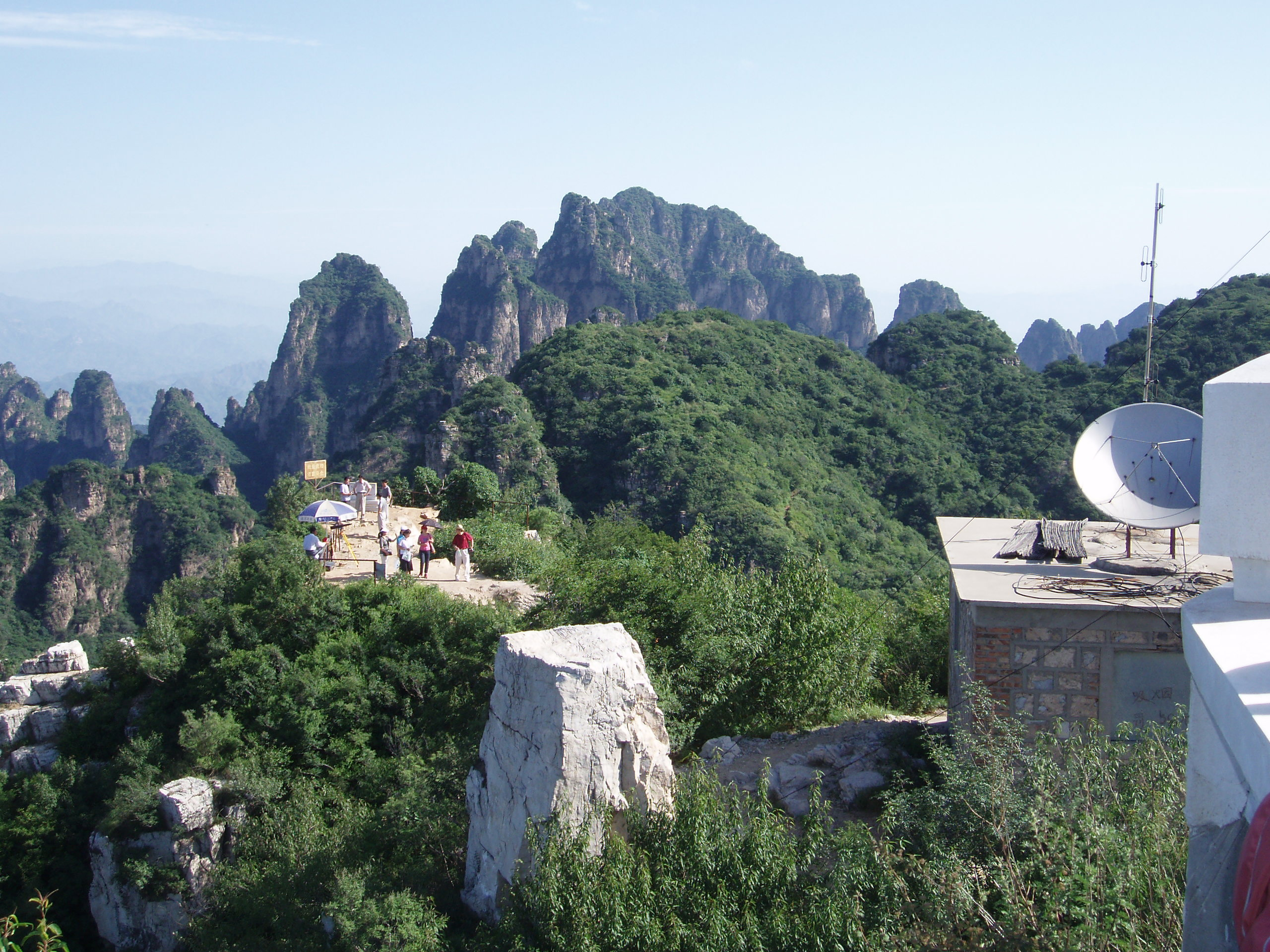
远眺狼牙山

狼牙山五壮士因是中國大陸的一篇語文課文而廣泛為人所知，其中細節存在爭議。取材於1941年秋抗日战争时期在河北易县狼牙山为抵抗侵华日军跳崖的五名國民革命軍第八路軍战士：共产党员马宝玉（班长）、葛振林（副班长）、胡德林、胡福才、宋学义。

## 事发经过
1941年日本军队对华北根据地进行大规模扫荡，包围了八路军晋察冀军区一分区部队及2000名当地群众，一团七连担任掩护军区和转移群众的任务。七连经过顽强抵抗，转移了日军注意，使日军以为七连是八路军主力，七连最后留下六班掩护，为了争取主力和群众撤退的时间，这个班将日军主力引向狼牙山主峰棋盘陀，与四面包围的日军进行激战。在最后弹尽粮绝只剩下五个人的情况下，集体跳崖自尽。
9月25日五人中三人（馬寶玉、胡德林、胡福才）身亡，葛振林和宋学义被崖旁树枝勾住幸存，其中，葛振林头部受伤，宋学义腰椎重伤致残，被当地青年救国会干部余药夫及棋盘陀道士李圆忠所救。
1941年11月5日《晋察冀日报》对五壮士进行《棋盘陀上的五个神兵》的报道。1941年11月7日，晋察冀军区司令员聂荣臻签署命令将五战士命名为“狼牙山五壮士”。1942年5月，晋察冀军区举行了“狼牙山五壮士”命名暨反扫荡胜利祝捷大会，晋察冀军区领导机关授予３名烈士“模范荣誉战士”称号，并追认胡德林、胡福才为中国共产党党员；批准宋学义入党；通令嘉奖葛振林、宋学义，并授予二人“勇敢顽强”奖章，由一分区政治部主任罗元发亲自在大会上给二人在胸前佩戴奖章。1942年，晋察冀边区政府为表彰狼牙山五勇士的功勋，把山后的甘河北沟改名为“五勇村”。1942年4月，晋察冀军区在棋盘陀上建立了“三烈士塔”。

## 双方记录对照

### 日本陸軍方面
根據參與戰鬥的日本陸軍110師團133旅團步兵第110聯隊的《岡山歩兵第百十聯隊史》（1991.6 出版，国立国会図書館書誌ID:000002126486）:有關9月25日的狼牙山戰斗，聯隊史有《狼牙山棋槃坨附近的戰斗》一節（303頁）。
全文如下:「在狼牙山方面作戰的第三大隊，接到棋槃坨附近有少數潛伏之敵的情報，決定於9月25日拂曉開始行動，將此敵趕上棋槃坨，實施包圍殲滅作戰。第九中隊作為大隊的第一線中隊、北川小隊在右，有岡小隊在左，清晨6時開始攻擊前進。8時30分登上高地頂端，有岡小隊發現前方險峻的山頂處有10余名敵影。為了殲滅此敵，有岡少尉帶領部下兩個分隊（班，每分隊約10名）出擊。接近後發現絕壁之上有敵約20名，持捷克輕機槍向我處猛射。有岡命一分隊掩護，親率領另一分隊利用懸崖絕壁的死角隱蔽行蹤，悄悄接近敵陣地。此高地在狼牙山中最為險峻，有數米高的斷岩，攀登困難。敵手能登的山，為何我不能及？有岡少尉毫不猶豫，沿著峭壁，征服一塊接著一塊的山岩，步步接近敵陣地。回頭看，跟上來的只有小林上等兵一人，其余還在中腹拼命攀登。小林來到后，有岡趁敵未覺，先發投彈。受驚之敵立刻以手榴彈猛烈回擊。有岡幾次做聲大喊以假作突擊懾敵耗彈。此時後續士兵逐漸到達，雙方展開手榴彈戰。崖頂無路可退，敵拼死抵抗。」
關於攻山頭的日軍傷亡據《岡山步兵第百十聯隊史》313頁《第三大隊各中隊年表》中，9月25日戰斗記載為“長尾一等兵負傷”。擔任狼牙山作戰的第九中隊，9月25日的作戰中並沒有出現一名死亡者。所以中共史料主張的五壯士殲敵50名，用地雷炸死50名日偽軍的數字，並不是事實。第九中隊全體在整個晉察冀邊區肅清作戰兩個月中的死亡記錄，僅有10月5日在保定陸軍病院死亡的須山梁一（岡山高梁市），10月6日死亡的藤井貞行（岡山市）兩名（《岡山步兵第百十聯隊史》313頁）。不僅如此，第三大隊和聯隊全體，在9月25日這一天也沒有出現一名死亡記錄（《戰沒者名簿》《岡山步兵第百十聯隊史》693頁）。狼牙山作戰的第九中隊，在1938年至1945年的7年間、總共戰死32名。同期間，第三大隊全體的戰死者合計206名，第110聯隊全體戰死者為1104名。聯隊死亡的大多數幾乎都集中在1943-45年，抗日戰爭后期，特別是1944-1945年一年間在湖北老河口與國軍正規部隊的作戰中。

### 八路军方面
依据八路军方面《一九四一年秋季反扫荡战役总结》的记录，日军步兵第110联队第三大队在此次大规模扫荡之中细节的战斗有两次，一次是“易县于河附近战斗”，另一次就是“狼牙山、棋盘陀附近战斗”。日军称这次战斗源自“在9月25日拂晓对棋盘陀附近的八路军展开包围、攻击、歼灭的行动。”
關於对战斗开始阶段的记录是“（八路军）用捷克式机枪向我军进行猛烈射击”。中方史料里，“狼牙山五壮士”中生还的葛振林和宋学义都曾回忆，他们所在的六班确实先带着一个机枪组，用火力牵制和吸引日军。由宋学义口述整理的文章《碧血狼牙山》，曾刊载于1988年版的《沁阳县文史资料》中，他提到与六班配合作战的机枪组，随后从山路上顺利转移脱险了。当时班长马宝玉之所以选择让机枪组撤离，是为了保护当时对八路军来说十分珍贵的武器。机枪组顺利撤离后，六班的五位壮士为了继续多拖住敌人一会，则毅然选择了与撤离反向之路，走向悬崖峭壁。
尾随而至的日军也同样记录下这条路的险峻，“这个高地是狼牙山最险峻的位置，向悬崖峭壁上做数米的攀登简直比登天还难”。这和宋学义回忆里走这条路要翻越“笔直陡峭的岩壁”形成了互证。日军还记载八路军在“悬崖上拼死抵抗”，双方展开“手榴弹战”。最后，日军记录了八路军“坠落到断崖下”。
根据八路軍往後報導的记录稱日军当年把此次进攻视为一次异常艰苦的战斗，专门将其收录至供学习所用的“勇战奋斗战例”。根据日军记录，面对攀登到险峰上作战的八路军，日军小队长不断给部下打气：“敌人能上去的山峰，我们为何上不去？”
1941年10月18日，晉察冀軍區發出的訓令《軍區指令各部隊 學習狼牙山五壯士》。此訓令應是后日各種宣傳材料的底本。稱：「九月二十五日敵寇二千余，分數路圍攻狼牙山，一部五百余向我最高山頭陣地「圍攻」，在山腹前觸發我×分區×團×營×連預埋……溝之地雷，當場傷斃四十余名。後該連以第六班掩護主力轉移，英勇戰士胡德林、胡福才、葛振林、宋學義在班長馬保林衕志（黨的小組長）領導下，……固守陣地，與敵激戰五小時。敵人曾作4次猛烈沖鋒，均被我擊退，計殺傷敵寇五十余名。……此次戰斗計斃傷敵百余名以上，敵異常恐慌，全無斗志而退。」

## 爭議
歷史學者洪振快在《炎黃春秋》指出官方版的描述有幾個問題：
1. 在何處跳崖與生還者的說法不符。至於五人跳崖，葛振林後來承認跳的地點和新聞宣傳的不完全一樣，是在「一個從沒有人到過的懸崖上」。
2. 「跳崖」是怎麼跳的。犧牲的三人或許是跳懸崖，倖存的兩人據其自述則是「溜」、「滾」、「竄」，1946年中共文藝機構在延安的出版物也說是「三跌二溜」。
3. 中日雙方戰鬥傷亡。八路军傷亡不只是狼牙山五壮士。

《人民日報》則刊文反駁。
2016年6月27日，北京市人民法院對「狼牙山五壯士」中的葛振林、宋學義的後人葛長生、宋福保起訴《炎黃春秋》雜誌社前執行主編洪振快侵害名譽權、榮譽權案作出一審宣判，判決被告洪振快立即停止侵害葛振林、宋學義名譽的行為；洪振快三日內要在媒體上刊登公告，向原告道歉。
日本冈山大学近代史教授姜克实认为，八路军被围于崖顶人数在七人以上。

## 幸存者后续状况
由于葛振林、宋学义跳崖后侥幸生还，使得宋学义在文革中倍受冲击，如宋学义被质疑是“假英雄”、“假模范”，甚至在批斗会上人们当众质问他：“人家都跳崖跌死了，你怎么活着回来了？你再到狼牙山跳跳，跌不死，就承认你是英雄。你从房顶跳下来也行，房顶还没狼牙山高，跌不死也算……”
宋学义此后因负伤退伍，在村里默默无闻地服务，于1971年在河南沁阳去世。共產黨員葛振林成为全国英雄，并作为爱国教育到处宣传狼牙山五壮士的事蹟。于2005年在湖南衡阳去世。

## 后续评价

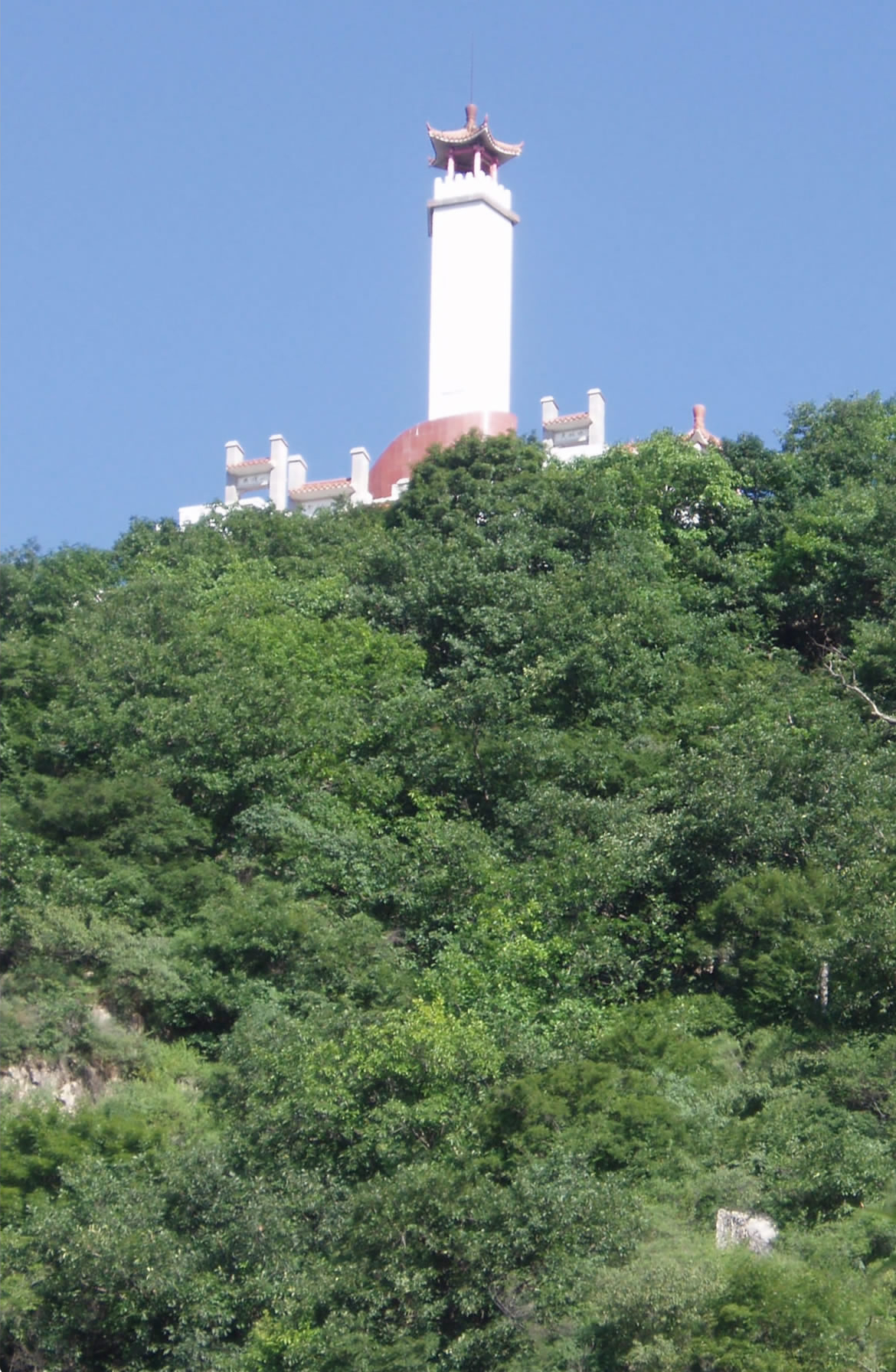
狼牙山五壮士纪念塔

中华人民共和国成立后，在棋盘陀峰顶建立了纪念塔，原晋察冀军区司令聂荣臻题词：“视死如归本革命军人应有精神，宁死不屈乃燕赵儿女光荣传统”，并将狼牙山五壮士事蹟编入由人民教育出版社出版的小学语文教科书。
洪振快则认为該事迹並無特別英勇之處，而中共中央北方局機關報《晉察冀日報》在事件發生後40天（1941年11月5日）刊出《棋盤陀上的五個「神兵」》的報道，進行了拔高、神化。本來，戰時誇大宣傳可以理解，但時過境遷，應該回歸歷史真實。但經過1958年拍攝並上映的電影《狼牙山五壯士》，以及進入小學語文課本，被塑造成一個表現中共抗戰功績的典型。
2005年，中国国内部分省市（上海和湖南）将小学教材中《狼牙山五壮士》课文撤下，其教材编写组认为新时代新形势下，需要用新时代的民族英雄来编写教材，比如袁隆平、任长霞。这些新时代的英雄是学生们比较熟悉的对象，有助于培养学生新时代英雄主义。而反对的方面认为狼牙山五壮士的英雄事蹟仍然激励着人们，并且课文也很精彩很有气势，能感动现代人，所以认为删除《狼牙山五壮士》不妥。2018年5月16日，新华社报道了部分红色经典在新的统编义务教育语文教科书中回归的情况，其中就包括了《狼牙山五壮士》。

## 引用文献
1. ↑  . 星辰在线. 2005-03-28. （原始内容存档于2013-12-11）.
2. ↑  . 光明网. 2005-04-06  [2013-09-01]. （原始内容存档于2015-09-24）.
3. ↑  . 新华网.   [2024-03-04]. （原始内容存档于2024-03-04）.
4. 1 2  姜克實. . Matters.   [2020-08-23]. （原始内容存档于2021-07-11） （中文（繁體））.
5. ↑  姜克實.  (PDF). 岡山大学大学院社会文化科学研究科『文化共生学研究』第17号（2018.3）.
6. ↑  . 新华网. 2016-06-29. （原始内容存档于2017-03-05）.
7. ↑  洪振快. . 《炎黃春秋》. No. 第11期. 2013年. （原始内容存档于2014-08-27）.
8. ↑  洪振快. . 纽约时报中文网. 2016年2月25日  [2016年2月26日]. （原始内容存档于2020年4月7日）.
9. ↑  . 人民日報. 2015年8月12日  [2016年6月27日]. （原始内容存档于2017年11月9日）.
10. ↑  . 新華社. 2016年6月27日  [2016年6月27日]. （原始内容存档于2017年3月5日）.
11. ↑  . 凤凰网. 2011-08-22  [2017-10-07]. （原始内容存档于2020-04-07）.
12. ↑  . 河北日报/人民网.   [2013-09-01]. （原始内容存档于2016-03-04）.
13. ↑  . 福建党史月刊/网易. （原始内容存档于2013-12-13）.
14. 1 2  . （原始内容存档于2013-12-12）.
15. ↑  . 新浪网.   [2008-07-13]. （原始内容存档于2020-04-07）.
16. ↑  . 中华网. （原始内容存档于2006-01-16）.
17. ↑  胡浩. . 北京: 新华网. 2018年5月16日.